# Перл-Ривер (округ)
Округ Перл-Ривер (англ. Pearl River County) — округ штата Миссисипи, США. Население округа на 2000 год составляло 48621 человек. Административный центр округа — город Попларвилл.

## История
Округ Перл-Ривер основан в 1890 году.

## География
Округ занимает площадь 2103.1 км2.

## Демография
Согласно переписи населения 2000 года, в округе Перл-Ривер проживало 48621 человек (данные Бюро переписи населения США). Плотность населения составляла 23.1 человек на квадратный километр.